# Alfred Neumann (1909–2001)
Alfred Neumann, „Ali” (ur. 15 grudnia 1909 w Schöneberg, zm. 4 stycznia 2001 w Berlinie) – niemiecki komunista, sportowiec, wschodnioniemiecki działacz państwowy i polityczny SED.

## Życiorys
Syn stolarza i introligatorki. Neumann ukończył szkolenie w zawodzie stolarza. W 1919 wstąpił do robotniczego związku sportowego (Arbeitersportverein) „Fichte” i uprawiał Dziesięciobój lekkoatletyczny; w 1925 został członkiem Niemieckiego Związku Zawodowego Pracowników Stolarskich (Dt. Holzarbeiterverb. der Gewerkschaft) w 1928 – Grupy Walki o Czerwony Sport (UnitKampfgemeinschaft für Rote Sporteinheit) (KG), w 1929 – KPD i w 1930 Zarządu Landu KG. W latach 1933–1934 pracował nielegalnie dla KG. Choć był członkiem ekipy olimpijskiej przygotowującej się do udziału w Olimpiadzie w 1936 w Berlinie, w 1934 wyemigrował przez Danię, Szwecję i Finlandię do ZSRR, gdzie pracował jako trener w związku sportowym, następnie w Centralnym Instytucie Sportu (Государственный центральный ордена Ленина институт физической культуры имени И. В. Сталина) w Moskwie. W lutym 1938 został wydalony z ZSRR za brak obywatelstwa radzieckiego. Udało mu się przyjechać w marcu 1938 przez Francję do Hiszpanii, gdzie brał udział jako żołnierz 42 Batalionu XI Brygady Międzynarodowej im. Ernsta Thälmanna w hiszpańskiej wojnie domowej i został ranny. W lutym 1939 został aresztowany we Francji i internowany (w obozach St. Cyprien, Gurs i Vernet), wydany w 1941 Gestapo i 26 lutego 1942 skazany przez Trybunał Ludowy (Volksgerichtshof) za zdradę stanu na osiem lat więzienia. Z Brandenburg Görden został wcielony w lutym 1945 do Batalionu Karnego SS Dirlewangera (SS-Strafbataillon Dirlewanger), skąd udało mu się uciec. Dostał się do niewoli radzieckiej i przebywał do wiosny 1947 w obozach jenieckich, m.in. w Radzieckiej Strefie Okupacyjnej w Niemczech, pod Wrocławiem i Sarańskiem w ZSRR.
Po powrocie do Niemiec w czerwcu 1947 wstąpił do SED i był pracownikiem w Urzędzie Dzielnicy (Bez.-Amt) Berlin-Treptow oraz nieetatowym działaczem komitetów dzielnicowych SED w Treptow, Tempelhof, ponownie w Treptow, w Neukölln; aresztowany tam w marcu 1949 za „Naruszenie ustawy o Radzie Kontroli” (powiesił czarno-czerwono-złotą flagę w biurze partii w Neukölln przy Karl-Marx-Str.); rozprawa przed Sądem Amerykańskim, zwolnienie za kaucją. W 1949 został sekretarzem propagandy Komitetu Okręgowego SED w Berlinie, w latach 1951-1953 zastępcą burmistrza Berlina i od 1953 do 1957, p.o. I sekretarzem KO SED w Berlinie.
Od 1949 Neumann był posłem do Izby Ludowej, od 1954 członkiem Komitetu Centralnego i zastępcą członka, zaś od lutego 1958 członkiem Biura Politycznego KC SED. W latach 1957–1961 był sekretarzem KC SED, od 1961 do 1965 przewodniczącym, w randze ministra, Krajowej Rady Gospodarczej NRD (Volkswirtschaftsrat der DDR) oraz od 1965 do 1968 ministrem gospodarki materiałowej NRD. Od 1962 był członkiem Prezydium Rady Ministrów, od 1968 jednym z dwóch pierwszych wiceprzewodniczących Rady Ministrów.
Neumann odegrał ważną rolę w uruchomieniu i wdrożeniu nowego ekonomicznego systemu planowania i zarządzania (Neue Ökonomische System der Planung und Leitung – NÖSPL). W 1971 odmówił podpisania się pod tajnym „żądaniem” do radzieckiego kierownictwa odsunięcia Waltera Ulbrichta przez Ericha Honeckera, gdyż w kwestiach merytorycznych i koncepcyjnych stał po stronie Ulbrichta. Erich Honecker nigdy tego nie zapomniał. Neumann pozostał niewygodnym przeciwnikiem Honeckera do samego końca, ale nigdy publicznie nie wystąpił przeciwko niemu. Z racji sprawowanych funkcji był „skoszarowany” w partyjno-rządowym osiedlu kierownictwa NRD – Osiedlu Leśnym pod Bernau.
W 1989 złożył rezygnację z członkostwa Rady Ministrów, został wydalony z Biura Politycznego, a w 1990 z SED-PDS. Za przynależność do Narodowej Rady Obrony NRD (Nationalen Verteidigungsrat der DDR) (1960-1989), od 1992 toczył się przeciwko niemu proces za „zabójstwo i napaść na wewnętrznej granicy niemieckiej” (Mauerschützenprozesse), w 1999 XXIII Wydział Karny Sądu Okręgowego w Berlinie zakończył jego współudział bez rozstrzygnięcia.